# 賈迎春

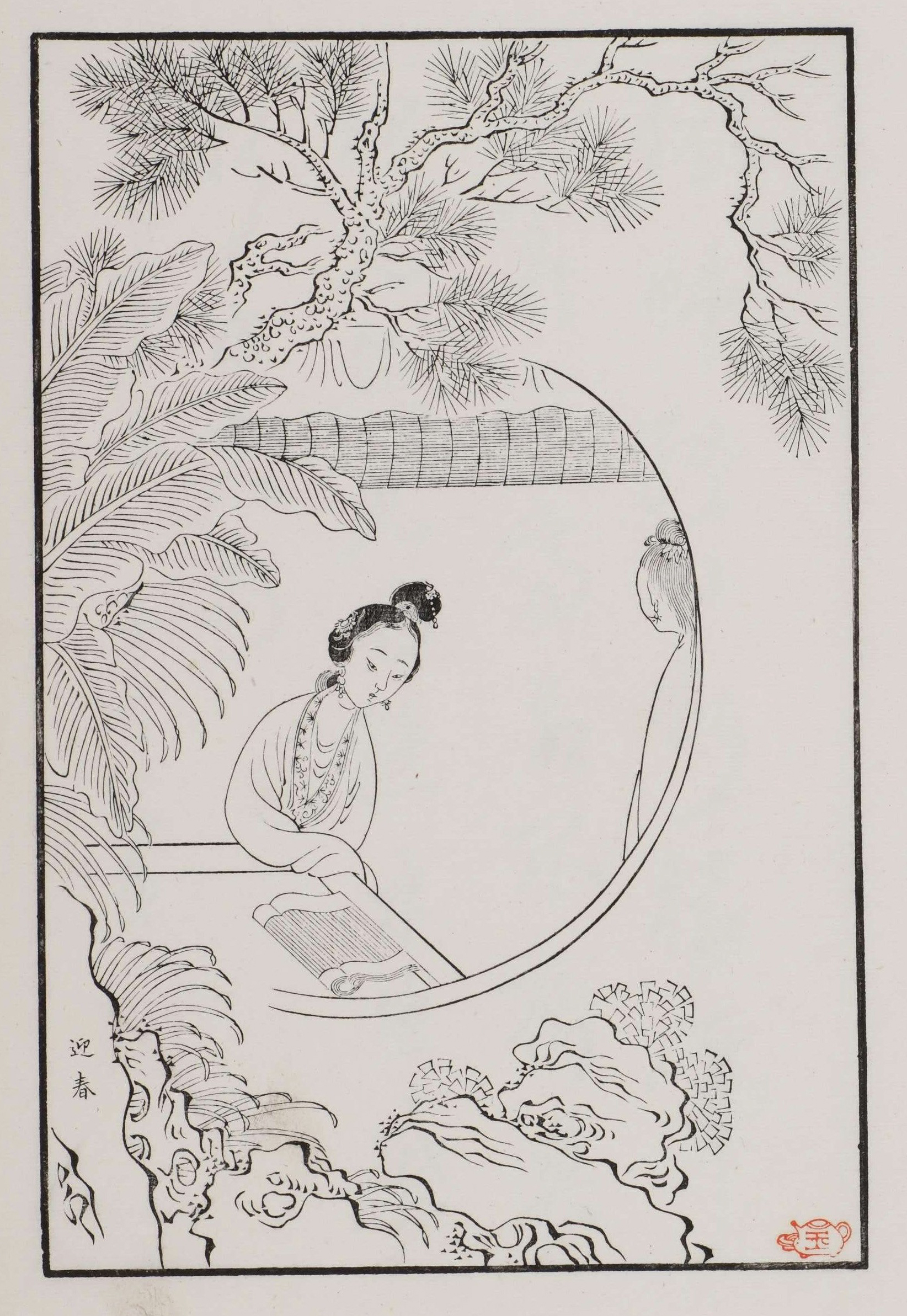
贾迎春，清改琦绘

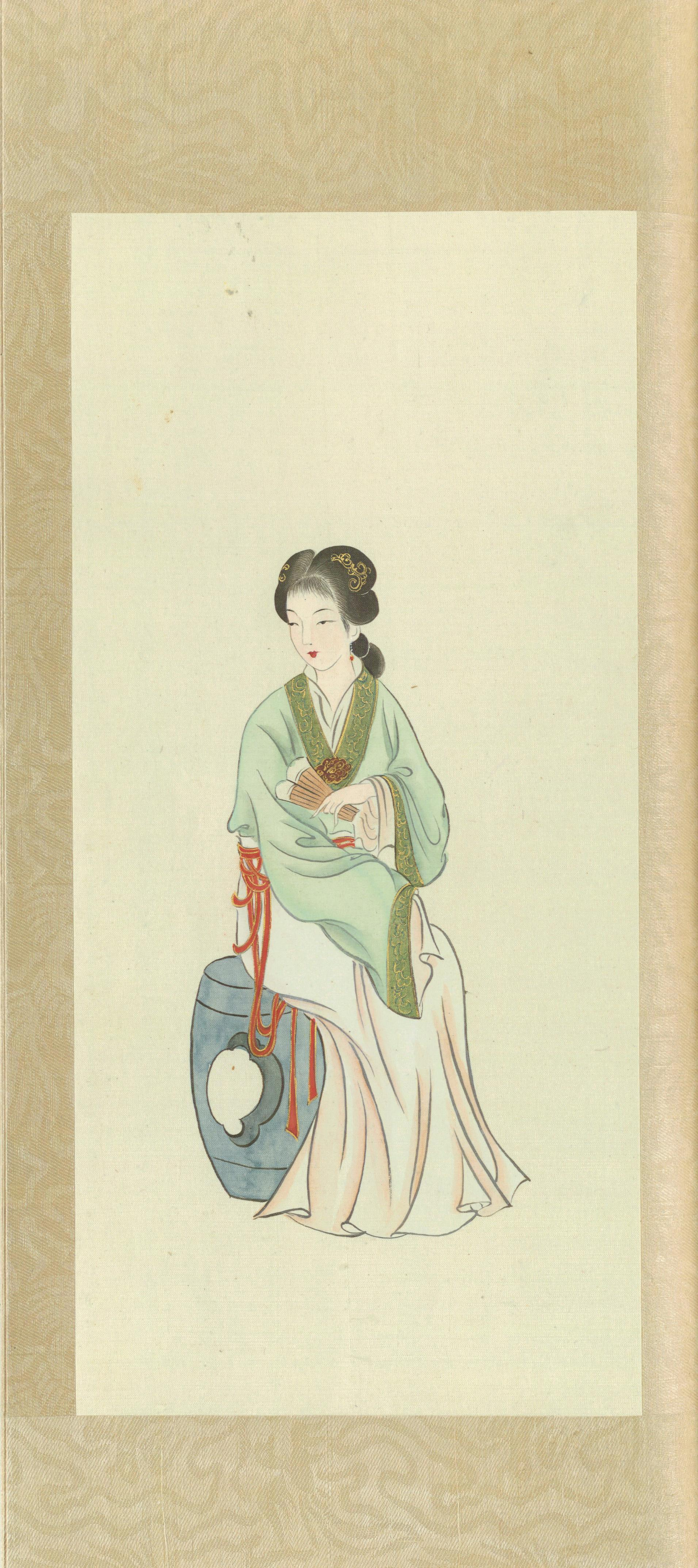
《金陵十二钗正册》中的迎春，作者不詳，现卡内基梅隆大学波斯纳中心藏

賈迎春是《紅樓夢》中的人物，為榮國府大老爺贾赦的庶女，賈璉的異母妹妹，賈寶玉的堂姐。在大观园中居於紫菱洲裡的缀錦樓，故在海棠詩社的别号為菱洲。性格溫柔良善，同时膽怯懦弱。後來贾赦為抵债，将她嫁给中山狼孙绍祖，最後遭其虐待凌辱種種而亡（一百零九回）。
賈迎春是書中代表道家思想的人物之一，其聰慧、透徹表現在知其不可為而不為，以自然清淨、理想崇高的態度應對複雜人事。第73回「懦小姐不問累金鳳」中提及，賈迎春一旦遇到紛爭的事情，都會拿起《太上感應篇》來讀，全然將那些紛擾，都拋諸腦後。然其未能明白道家樸實真理與封建社會間的差距，僅對道家無為思想簡單挪用。一旦象徵理想世界的大觀園受到破壞，其思想就變成了賈迎春人物命運悲劇的導火索。

## 身分
不同版本对她的描写不近相同：
- 甲戌本：二小姐乃赦老爷前妻所出。

- 俄藏本：二小姐乃赦老爹之妻所生。

- 庚辰本：二小姐乃政老爹前妻所出。

- 己卯本：二小姐乃赦老爹之女，政老爷养为己女。

- 戚序本：二小姐乃赦老爹之妾所出。

刘心武认为这些描述都与賈迎春的生活原型对应；但要符合小说中的设定，则以甲戌本的贴合故事逻辑。
戚序本第七十三回，邢夫人对迎春说：“我想天下的事也难较定，你是大老爷跟前人养的，这里探丫头也是二老爷跟前人养的，出身一样。如今你娘死了，从前看来你两个的娘，只有你娘比如今赵姨娘强十倍的，你该比探丫头强才是。怎么反不及他一半！谁知竟不然，这可不是异事。倒是我一生无儿无女的，一生干净，也不能惹人笑话议论为高。”由此推断二小姐乃赦老爹之妾所出。

## 判詞
子系中山狼，得志便猖狂；金闺花柳质，一载赴黄粱。

## 曲文
「喜冤家」
中山狼，无情兽，全不念当日根由。一味的，骄奢淫荡贪还构。觑着那，侯门艳质同蒲柳；作践的，公府千金似下流。叹芳魂艳魄，一载荡悠悠。

## 灯谜
「算盘」
天运人功理不穷，有功无运也难逢。因何镇日纷纷乱，只为阴阳数不同。

## 丫鬟
司棋、綉橘、蓮花兒。
司棋性格的剛強和迎春的懦弱恰成對照。七十四回，抄揀大觀園時，恰從司棋處搜出男子物事及具名表弟潘又安的大紅箋帖，被逐出大觀園，而後撞墻自盡。